# Modern Love (Peter-Gabriel-Lied)
Modern Love ist ein Lied des britischen Pop-Rock-Musikers Peter Gabriel aus dem Jahr 1977.

## Entstehung und Veröffentlichung
Modern Love wurde am 20. Juni 1977 als zweite Single von Gabriels erstem Solo-Album Peter Gabriel (Car) mit der B-Seite Slowburn veröffentlicht. Der Song wurde von Peter Gabriel geschrieben, im Tonstudio The Soundstage in Toronto, Ontario, Kanada aufgenommen und gemischt und von Bob Ezrin produziert. Der Song wurde auch auf der begleitenden Tour zu dem Album live gespielt.
Während der Gesangssessions für Modern Love war Produzent Bob Ezrin mit Gabriels Vortrag der Zeile „oh the pain, modern love can be strain“ unzufrieden, also bot er dem Sänger drei weitere Versuche an, die Zeile zu singen. Als dies nicht gelang, bat Ezrin den Toningenieur Brian Chistian, Gabriel auf eine Leiter zu hieven und seine Achseln mit Klebeband an eine der Säulen im Studio zu kleben. „Wir rollten das Band ab, und er war da oben, fuchtelte mit den Armen und schrie 'Ahh, the pain, Modern Love', und wir hatten es.“.

## Inhalt und Bedeutung
Modern Love ist eine lyrische Reise durch weibliche Figuren aus Geschichte, Literatur und Kunst (Diana, Leonardo da Vincis Mona Lisa, Sandro Botticellis Die Geburt der Venus, Lady Godiva), die ihre Frustration über die modernen Formen der Liebe zum Ausdruck bringen.

## Musikvideo
Das Musikvideo für Modern Love entstand unter der Regie des Filmregisseurs Peter Medak, der 1972 bereits den Film The Ruling Class mit Peter O’Toole drehte, der Gabriel begeistert hatte. Das Video wurde im Londoner Stadtteil Shepherd’s Bush gedreht, in dem zu diesem Zeitpunkt gerade ein neues Einkaufszentrum mit beweglichen Rolltreppen gebaut wurde, was Gabriel damals sehr „zukunftsweisend“ erschien. Es wurde zum Drehort einer Szene des Videos, in der sich Gabriel mit einer zottelhaarigen Haarpracht, Knieschonern und mit einer Fechtmaske bekleidet, umgeben von engelsgleichen, spärlich bekleideten Frauen auf der Rolltreppe bewegt.
Das Video wurde am 25. Oktober 2004 Kompilation Play: The Videos als Bonustrack veröffentlicht.

## Artwork
Die ursprüngliche in Großbritannien veröffentlichte Single hatte keine Schallplattenhülle mit Bildern, sondern von Hipgnosis gedruckte Etiketten, auf denen Gabriel in der Pose eines vitruvianischen Mannes im Stil des römischen Architekten, Ingenieurs und Architekturtheoretikers Marcus Vitruvius Pollio abgebildet war, wobei die entscheidenden Stellen durch die strategisch platzierte Mitte des Vinyls verdeckt war. Bei Pressungen in anderen Ländern wurden stattdessen normale Schallplattenhüllen mit Bildern verwendet.

## Mitwirkende
(Quellen:)

### Musiker
- Joe Chirowsky – Orgel
- Peter Gabriel – Hauptgesang, Piano
- Larry Fast – Synthesizer
- Robert Fripp – E-Gitarre
- Steve Hunter – E-Gitarre
- Tony Levin – E-Bass
- Jimmy Maelen – Kuhglocke
- Allan Schwartzberg – Schlagzeug

### Technisches Personal
- Brian Christian – Toningenieur
- Bob Ezrin – Produktion
- Peter Gabriel – Liedtext, Komposition